# Joe Thomas (Trompeter)

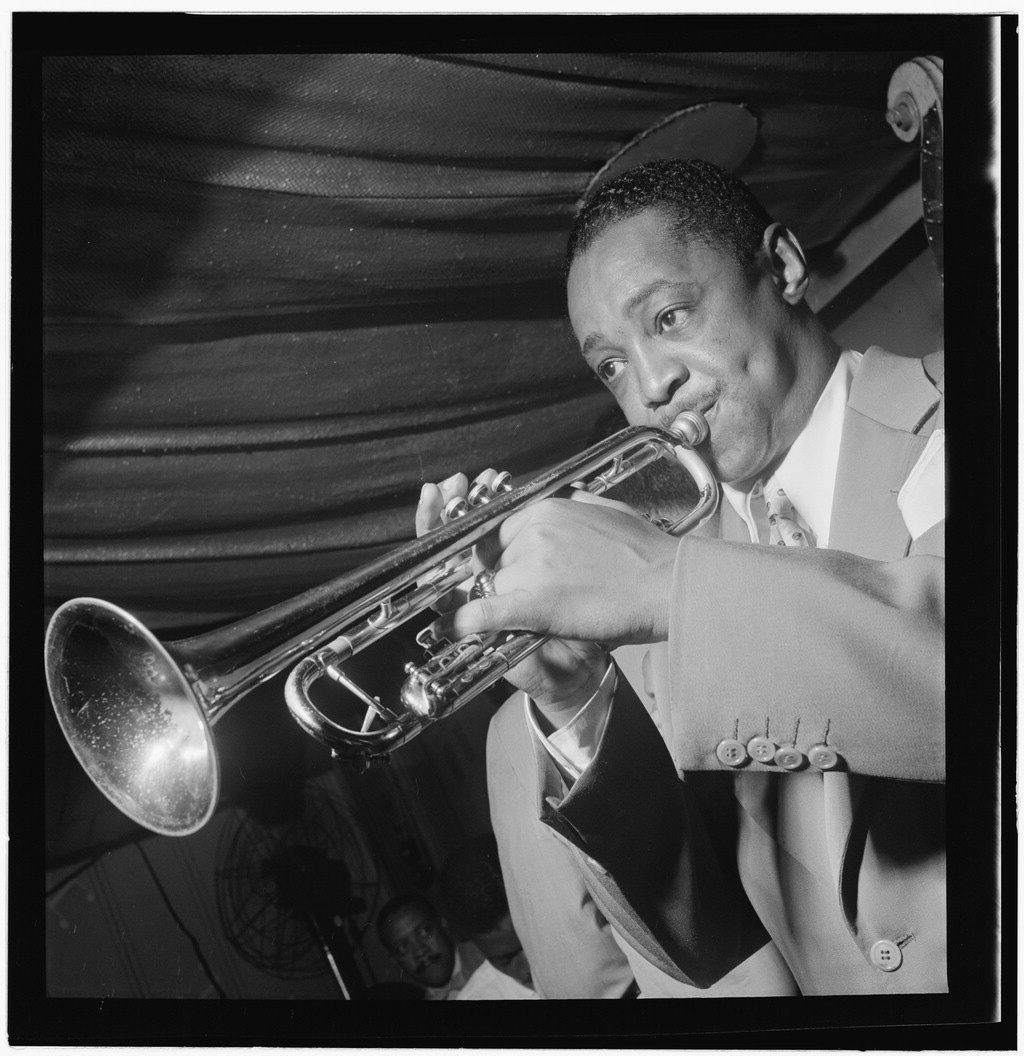
Joe Thomas, New York City, ca. September 1947. Fotografie von William P. Gottlieb

Joseph Lewis „Joe“ Thomas (* 24. Juli 1909 in Webster Grover, Missouri; † 6. August 1984 in New York City) war ein amerikanischer Jazztrompeter des Swing, der wegen seines entspannten, zurückgelehnten Spiels häufig mit seinem Saxophonkollegen Lester Young verglichen wurde.

## Leben
Thomas spielte seit Ende der 1920er Jahre in Territory Bands im Mittleren Westen, etwa bei Cecil Scott und bei Darrell Harris. Dann zog er nach New York, wo er ab 1933 zunächst bei Ferman Tapp und bei Charlie Turner arbeitete, bevor er 1934 Mitglied des Orchesters von Fletcher Henderson wurde, bei dem er bis 1937 blieb, um dann zu Willie Bryant und zu Claude Hopkins (1938/39) zu wechseln. Dann gehörte er zur Band von Benny Carter, um dann eine eigene Gruppe zu gründen, die aber keinen langen Bestand hatte. In den nächsten Jahren hatte er feste Engagements bei James P. Johnson, Joe Sullivan, Teddy Wilson und Barney Bigard, von denen die Zusammenarbeit mit Wilson als besonders fruchtbar gilt. Ab Mitte der 1940er Jahre leitete er eigene Bands, etwa seine Gruppe Black Butterfly, mit denen er auch seine Frau, die Sängerin Babe Mathews, begleitete und Aufnahmen vorlegte. Dann wirkte er bei Cozy Cole (1948) und bei Bud Freeman (1949). In den nächsten Jahren trat er mit Coleman Hawkins und einer von Rex Stewart geleiteten Fletcher Henderson Reunion Band auf. Beim Newport Jazz Festival 1964 war er mit den Chicago All Stars zu hören, um dann mit Eddie Condon (1964/65), J. C. Higginbotham und Claude Hopkins zu konzertieren. Aus gesundheitlichen Gründen zog er sich dann aus dem Musikbetrieb zurück.
Thomas ist auf einigen Aufnahmen unter eigenem Namen dokumentiert (die heute teilweise bei Riverside Records verlegt werden), war aber vor allem an Einspielungen anderer Musiker beteiligt. Auf Platten von beispielsweise Louis Armstrong, Art Tatum, Fats Waller, Pete Brown, Red Norvo, Tony Scott, George Wettling, Don Byas oder Joe Marsala sind maßstabsetzende Aufnahmen des Trompeters enthalten. Miles Davis verglich den von der Kritik unterschätzten Thomas in seiner Leistung mit Freddie Webster.
Der Trompeter ist nicht mit dem gleichnamigen Tenorsaxophonisten Joe Thomas zu verwechseln, der u. a. im Jimmie Lunceford Orchester spielte.

## Lexigraphische Einträge
- Carlo Bohländer, Karl Heinz Holler: Reclams Jazzführer (= Reclams Universalbibliothek. Nr. 10185/10196). Reclam, Stuttgart 1970, ISBN 3-15-010185-9.
- Leonard Feather, Ira Gitler: The Biographical Encyclopedia of Jazz. Oxford University Press, New York 1999, ISBN 0-19-532000-X.
- Martin Kunzler: Jazz-Lexikon. Band 2: M–Z (= rororo-Sachbuch. Bd. 16513). 2. Auflage. Rowohlt, Reinbek bei Hamburg 2004, ISBN 3-499-16513-9.
- Dennis Owsley: City of Gabriels: The History of Jazz in St. Louis, 1895-1973. 2006.